# Жан Жорес (теплоход)
«Жан Жорес» — грузовой двухпалубный теплоход трёхостровного типа. Назван в честь деятеля французского и международного социалистического движения Жана Жореса. Вместимость: 3972 брт. Скорость: 10,3 узла. Длина по ватерлинии 112 м. Затонул, подорвавшись на мине 16 января 1942 года при входе в Феодосийский порт.

## История постройки
Спущен на воду в июне 1930 года на Северной Верфи в Ленинграде. Назван в честь видного французского социалиста Жана Жореса. В 1931 году вошёл в состав Балтийского пароходства.
До 1941 года грузовой теплоход Черноморского государственного морского пароходства. 27 июля 1941 года вошёл в состав Черноморского флота.

## В составе Черноморского флота
22 декабря 1941 года транспорт «Жан Жорес», погрузился и вышел из Новороссийска в Севастополь в охранении эсминца «Бойкий». На его борту находился 81-й отдельный танковый батальон в составе 180 человек и 26 танков Т-26.
Частично разгрузившись в Феодосии в ночь с 15 на 16 января, «Жан Жорес», опасаясь налёта авиации противника, вышел в море и к вечеру лёг на обратный курс. 16 января 1942 года в 21 ч. 45 м при заходе в феодосийский порт теплоход уклонился от фарватера и подорвался на магнитной мине. После нескольких часов борьбы за плавучесть был получен приказ затопить судно. Капитан Г. Н. Лебедев приказал демонтировать радиооборудование и открыть кингстоны. Часть команды была снята катером «Кабардинец» и тральщиком «Геленджик». Сорок человек погибло.
Трубы теплохода «Жан Жорес» долгое время выступали из воды, обозначая место затопления судна. В дальнейшем они были срезаны, а место затопления обозначено буем. Так как надстройки теплохода находятся на глубине всего 6 метров, он лежит в районе активного судоходства, были случаи столкновения с ним.

## Перспективы подъёма судна
В 1978 году рассматривалась возможность поднятия судна. После изучения материалов Керченско-Феодосийской десантной операции и исследования самого объекта водолазами, было принято решение не поднимать «Жан Жорес». В формулировке решения прямо не было сказано о наличии боезапаса, но и не отвергалось его наличие. Как сообщил начальник ОСВОД Феодосии Александр Черноволов «…не подымать из-за возможной детонации возможных боеприпасов…».
По мнению В. Шайдерова, мэра Феодосии до 2008 года, наличие боезапаса на борту затонувшего теплохода имеет очень большую вероятность. В пользу этих предположений косвенно говорят следующие факты:
1. шла масштабная десантная операция и для её развития нужны были снаряды;
2. теплоход стоял несколько дней под погрузкой в Новороссийске (военная техника грузится быстрее);
3. на борту были артиллерийские орудия (7 артиллерийских орудий было выгружено, одно поднято со дна во время обследования, несколько орудий лежит рядом с транспортом и на его борту. Везти орудия и не везти к ним снаряды — это военный нонсенс);
4. разгрузка не была завершена (то есть трюмы не были вскрыты)
5. в светлое время суток судно ушло в открытое море (обычная практика для транспортов военного времени, перевозящих взрывчатые вещества, чтобы в случае атаки врагом взрыв не произошел в порту. Такой взрыв выведет из строя сам порт и нанесет повреждения в округе);
6. до сих пор не опубликованы официальные данные обследований затонувшего судна;

В начале осени 2007 года специальный Керченский морской отряд МЧС провел работы по водолазному обследованию судна «Жан Жорес». Обследование подтвердило наличие военного груза: артиллерийские орудия, снаряды, военную технику.
В октябре 2015 года началась крупномасштабная операция по разминированию затонувшего судна.

## Капитаны теплохода
- Н. С. Степанов (принимал теплоход на верфи)[1]
- М. Я. Гольдбург[1]
- Б. Т. Шульц (БГМП)
- И. В Трескин (с декабря 1936 года)[1]
- Ф. Ф. Пеньков
- Г. Н. Лебедев

Название «Жан Жорес» также носило судно типа «Либерти», которым командовала Анна Щетинина.

## Однотипные суда
- «Макс Гельц»,
- «Фридрих Энгельс»,
- «Владимир Маяковский» («Бела Кун»)
- «КИМ»,
- «Комсомол»,
- «Литвинов»,
- «Челюскинец»

## Карта-схема Феодосийского залива
- Координаты точки затопления 45°02′07″ с. ш. 35°23′37″ в. д.HGЯO
- Глубина затопления 15 метров.